# Nostromo (группа)
Nostromo — швейцарская хардкор-группа из города Женева, основанная в 1996 году Жеже, Хавьером и Тавернье. Группа играет в жанрах металкор, маткор. Группа также выпустила акустический альбом Hysteron — Proteron. Распались в 2005 году и воссоединились в 2016.

## История
Nostromo появились в 1996 году в Женеве. Название группы было взято из фильма «Чужой». Жером (Жеже) так объясниял это: «Идея в том, что оно представляет собой что-то тёмное, далекое, грязное, в котором происходит много неприятных вещей, поэтому мы считаем, что оно достаточно визуально, чтобы соответствовать названию группы». Поначалу группа давала концерты в клубах.
В 1998 году группа издает свой дебютный альбом Argue на лейбле Snuff Records, созданный участниками группы Knut). Позже, Тавернье уходит из группы и ему на смену приходит Лад. Nostromo также записываются на другой лейбл — Overcome Records, в городе Ренн. Команда в 1999 году на Superbowl Hardcore 99 выступила с такими группами как Napalm Death, Turmoil и Ananda. В 1999 году, группа выпускает EP Eyesore на французском лейбле Mosh Bart Industries. 7 октября 2002 года, Nostromo выпускает второй полноформатный альбом Ecce Lex, записанный в Швеции Мишко Таларчиком из группы Nasum. На этой пластинке, группа уходит в экстремальный метал и грайндкор. Несмотря на успехи, группа распадается в 2005 году.
Nostromo воссоединяются в 2016 году, и выступают на одной сцене с Gojira. Группа также выступает на Download Festival, Hellfest и Dour Festival в 2017 году. А 8 марта 2019 года Nostromo выпускает EP NARRENSCHIFF.

## Участники

### Нынешние
- Ладислав Агабеков — бас-гитара
- Макс Хэнсенбергер — ударные
- Жером «Жеже» Пеллегрини — гитара
- Хавьер Варела — вокал

### Бывшие
- Тавернье — бас-гитара
- Maik — ударные

## Дискография
- 1997 — Selfish Blues / Lost Souls
- 1998 — Argue
- 2000 — Eyesore
- 2002 — Ecce Lex
- 2004 — Hysteron-Proteron (акустический)
- 2019 — NARRENSCHIFF
- 2022 — Bucephale